# Älvsjöbadet

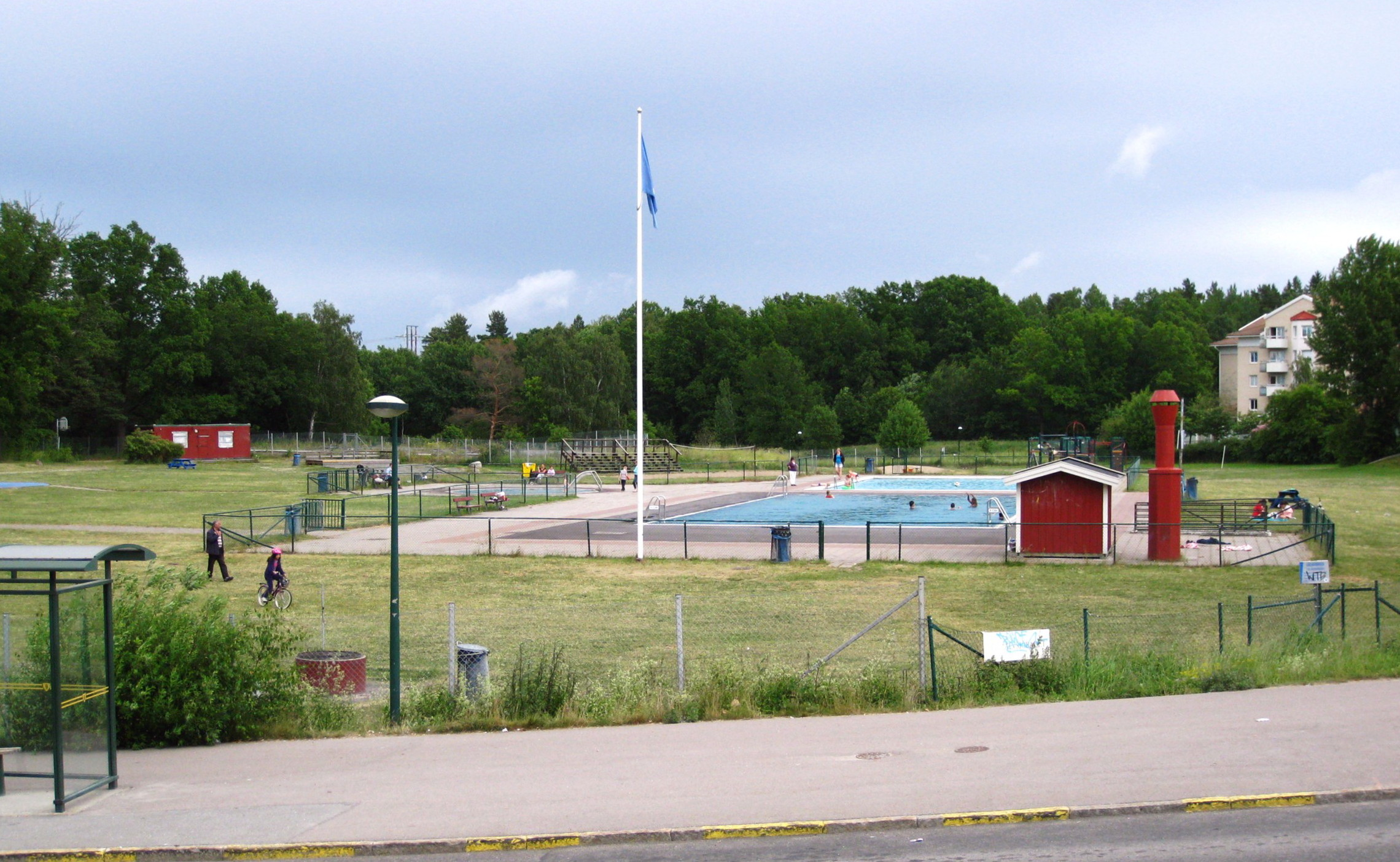
Älvsjöbadet i juni 2010.

Älvsjöbadet är ett kommunalt bassängbad utomhus vid Ormkärrsvägen i stadsdelen Hagsätra i södra Stockholm. Trots namnet hör Älvsjöbadet inte till stadsdelen Älvsjö. Badet anlades 1937–1938 efter ritningar av arkitekterna Helge Zimdal och Nils Ahrbom. 

## Beskrivning

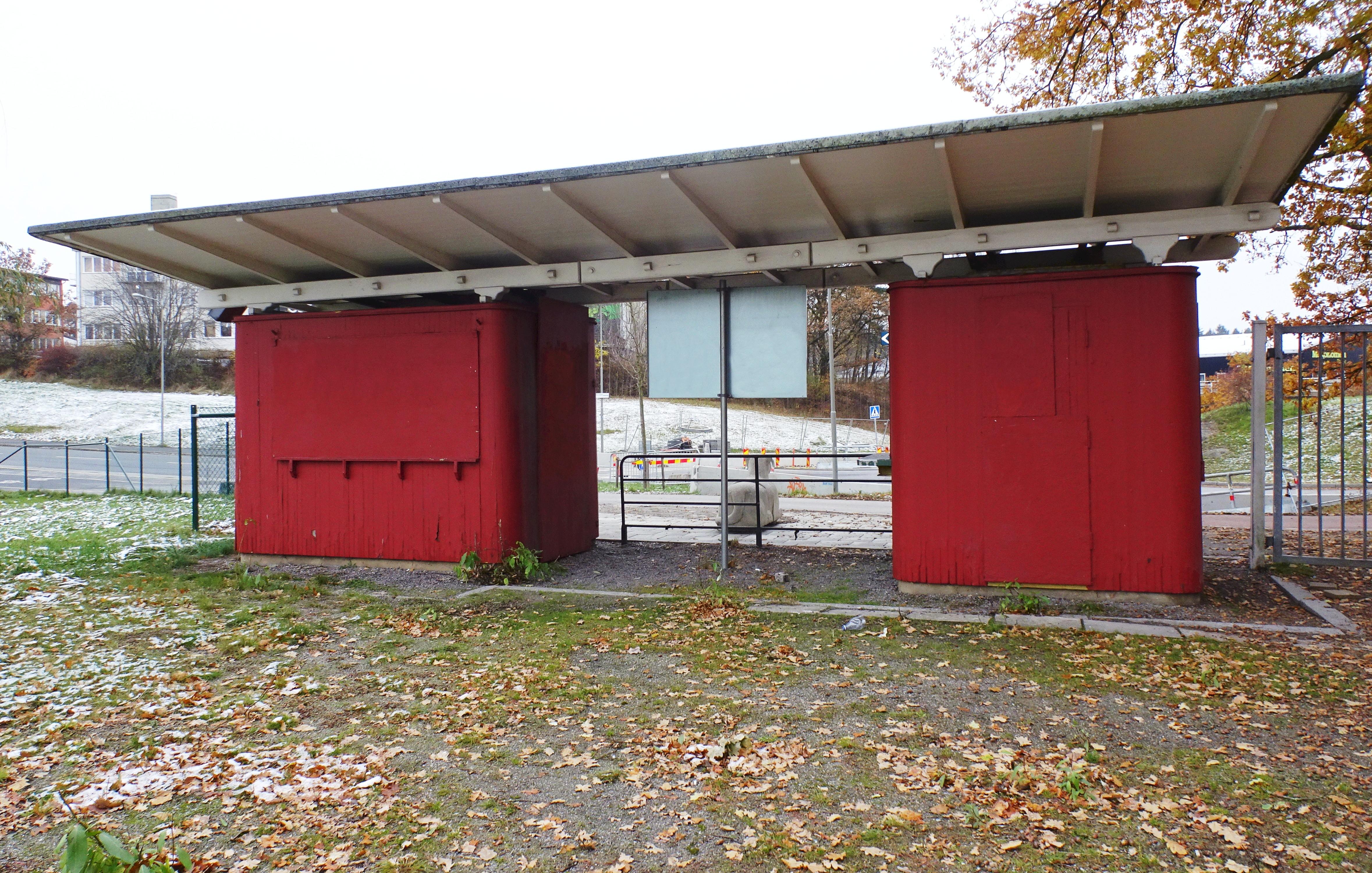
Entrébyggnaden 2016.

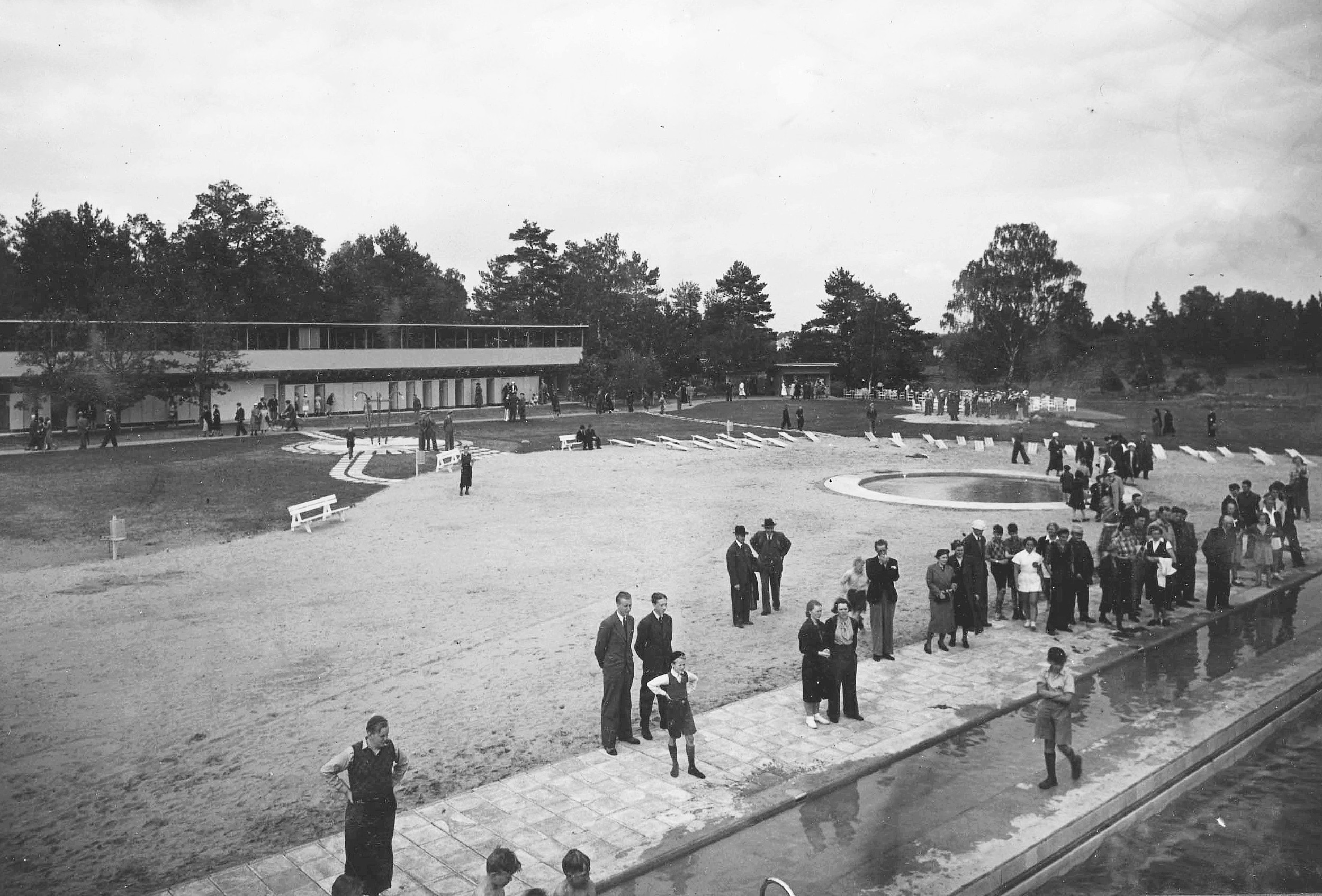
Älvsjöbadets invigning den 22 juni 1938.

Älvsjöbadet invigdes den 22 juni 1938. Anläggningen och dess byggnader ritades av arkitekterna Helge Zimdal och Nils Ahrbom, som gav kiosken och entrén en stram funktionalistisk stil. Kiosken är numera ombyggd och den ursprungliga längan med omklädningsrum är riven. Entrébyggnaden finns dock kvar och illustrerar Zimdals och Ahrboms lätta arkitektur.
Till badet hör idag tre bassänger; en på 25 meter (djup 1,2 till 2,0 meter), en på 20 meter (djup 0,7 till 0,9 meter) samt en liten niokantig plaskdamm med rutschkana för de minsta.  
Kring bassängområdet finns stora öppna gräsytor. Badet har grillplatser, boulebana, volleybollplan, klätterställning, gungor och sandlåda samt duschar och toaletter. Anläggningen är inte tillgänglighetsanpassad för personer med funktionsnedsättning och någon badvakt finns inte heller. Badet har bara öppet under sommarmånaderna och det är fri entré.

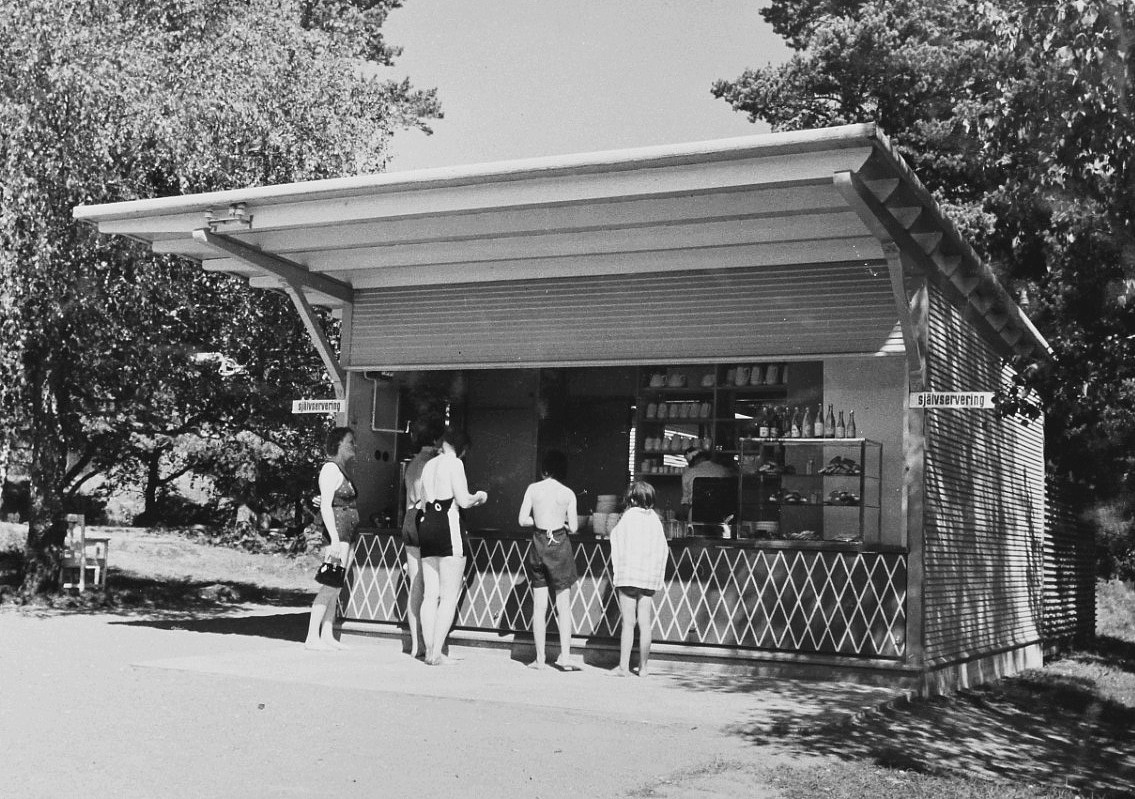
Älvsjöbadets kiosk, 1938.